# Hypolimnas mechowi
Hypolimnas mechowi är en fjärilsart som beskrevs av Herman Dewitz 1884. Hypolimnas mechowi ingår i släktet Hypolimnas och familjen praktfjärilar. Inga underarter finns listade i Catalogue of Life.